# 201
Правління Септімія Севера в Римській імперії.
У Китаї править династія Хань, в Індії — Кушанська імперія.

## Події
- У листопаді повінь в Едесі затопила значну частину міста, палац і християнську церкву, загинуло 2 тис. людей[1].

## Народились
- Децій Траян, майбутній римський імператор.

## Виноски
1. ↑  Ephrem-Isa Yousif, Les chroniqueurs syriaques, Éditions L'Harmattan, 2002 (ISBN 9782747527095)